# Edges of the Lord
Edges of the Lord (bra: Os Anjos da Guerra ou Anjos da Guerra; prt: Filhos do Mesmo Deus) é um filme polono-americano de 2001, do gênero drama de guerra, dirigido por Yurek Bogayevicz.

## Sinopse
Em 1939, logo após a invasão da Polônia pelas tropas nazistas, um garoto judeu se separa da família pouco tempo antes de serem deportados para os campos de concentração. Adotado por um casal de sitiantes, ele precisa enfrentar não só a inspeção semanal do pelotão alemão, mas também o ciúme do filho do casal.

## Elenco
- Haley Joel Osment… Romek
- Willem Dafoe… padre
- Liam Hess… tolo
- Richard Banel… Vladek
- Olaf Lubaszenko… Gniecio
- Małgorzata Foremniak… Manka
- Andrzej Grabowski… Kluba
- Chiril Vahonin… Robal
- Ola Frycz… Maria
- Dorota Piasecka… Ela Kluba
- Wojciech Smolarz… Pyra
- Marek Weglarski… Max
- Edyta Jurecka… Sara
- Ryszard Ronczewski… Batylin
- Krystyna Feldman… Wanda